# Crispatotrochus
Genre
Synonymes
- Cyathoceras Moseley, 1881[2]

Crispatotrochus est un genre de coraux durs de la famille des Caryophylliidae.

## Liste d'espèces
| Selon World Register of Marine Species (27 juin 2015) : - Crispatotrochus cornu Moseley, 1881 - Crispatotrochus curvatus Cairns, 1995 - Crispatotrochus foxi Durham & Barnard, 1952 - Crispatotrochus galapagensis Cairns, 1991 - Crispatotrochus gregarius Cairns, 2004 - Crispatotrochus inornatus Tenison-Woods, 1878 - Crispatotrochus irregularis Cairns, 1982 - Crispatotrochus niinoi Yabe & Eguchi, 1942 - Crispatotrochus rubescens Moseley, 1881 - Crispatotrochus rugosus Cairns, 1995 - Crispatotrochus septumdentatus Kitahara & Cairns, 2008 - Crispatotrochus squiresi Cairns, 1979 - Crispatotrochus woodsi Wells, 1964 | Selon ITIS (27 juin 2015) : - Crispatotrochus avis Durham & Barnard, 1952 - Crispatotrochus cornu Moseley, 1881 - Crispatotrochus curvatus Cairns, 1995 - Crispatotrochus foxi Durham & Barnard, 1952 - Crispatotrochus galapagensis Cairns, 1991 - Crispatotrochus inornatus Tenison-Woods, 1878 - Crispatotrochus irregularis Cairns, 1982 - Crispatotrochus niinoi Yabe & Eguchi, 1942 - Crispatotrochus quaylei Durham, 1947 - Crispatotrochus rubescens Moseley, 1881 - Crispatotrochus rugosus Cairns, 1995 - Crispatotrochus squiresi Cairns, 1979 - Crispatotrochus woodsi Wells, 1964 |